# Olovnice
Olovnice är en ort i Tjeckien.   Den ligger i regionen Mellersta Böhmen, i den centrala delen av landet, 21 km nordväst om huvudstaden Prag. Olovnice ligger 196 meter över havet och antalet invånare är 401.
Terrängen runt Olovnice är huvudsakligen platt. Olovnice ligger nere i en dal. Runt Olovnice är det ganska tätbefolkat, med 80 invånare per kvadratkilometer. Närmaste större samhälle är Kladno, 13,8 km sydväst om Olovnice. Trakten runt Olovnice består till största delen av jordbruksmark.